# 523 (numero)
Cinquecentoventitré (523) è il numero naturale dopo il 522 e prima del 524.

## Proprietà matematiche
- È un numero dispari.
- È un numero difettivo.
- È un numero primo, il 99°.
  - È un numero primo troncabile a sinistra.
- È un numero palindromo e un numero ondulante nel sistema di numerazione posizionale a base 13 (313) e in quello a base 18 (1B1).
- È un numero malvagio.
- È un numero intero privo di quadrati.
- È un numero nontotiente in quanto dispari e diverso da 1.
- È parte della terna pitagorica (523, 136764, 136765).

## Astronomia
- 523 Ada è un asteroide della fascia principale del sistema solare.
- NGC 523 è una galassia irregolare della costellazione di Andromeda.

## Astronautica
- Cosmos 523 è un satellite artificiale russo.

## Curiosità
- Il 523º numero primo è il 3761 che secondo la tradizione ebraica è la data della creazione dell'era ebraica, (3761 AC).
- 523 è la somma delle prime due lettere dell'alfabeto ebraico, א 111, ב 412.
- 523x49=25627 che corrisponde alla precessione degli equinozi del Calendario maya, composto da cinque cicli denominati ognuno "lungo computo", di 5425,4 anni.